# Борьево
Борьево — деревня в городском округе Подольск Московской области России.
До 2015 года входила в состав сельского поселения Лаговское Подольского района; до середины 2000-х — в Лаговский сельский округ.
Население — 166 чел. (2010).

## Расположение
Деревня Борьево расположена у Московского малого кольца примерно в 15 км к юго-востоку от центра города Подольска. Рядом с деревней протекает река Рожайка. Ближайшие населённые пункты — деревни Тургенево и Валищево.

## История
Деревня Борьево упоминается в 1859 году. Тогда там было 30 дворов и 230 жителей. Позднее деревня была упразднена.
Во второй половине 1990-х около деревни Валищево было построено 3 многоквартирных жилых дома при оздоровительном центре «Полюс». В 2002 году жители этих домов поставили вопрос об образовании отдельного населённого пункта. Из исторических документов было установлено, что ранее на этом месте находилась деревня Борьево, поэтому вновь образованному населённому пункту было решено присвоить название Борьево.
В деревне есть газ, холодное и горячее водоснабжение, канализация, дорога с твёрдым покрытием.

## Население
| 2006 | 2010 |
| ---- | ---- |
| 124  | ↗166 |